# Lüshunkou
Lüshunkou (Chinees: 旅順口區 / 旅顺口区 Lǚshùnkou qu) (Lüshun-stad of Lüshun Port, Port Arthur (Russisch: Порт Артур) ten tijde van het gebruik als Russische marinehaven) is een stad in het zuidelijkste deel van Dalian in de Volksrepubliek China. Het ligt op het zuidelijkste puntje van het schiereiland Liaodong en beschikt over een natuurlijke haven.
De stad en haven waren strategisch uitermate belangrijk voor China en werd zwaar verdedigd. In de Eerste Chinees-Japanse Oorlog (1894-1895) werd het aangevallen. Na een artilleriebeschieting vielen op 21 november 1894 zo'n 18.000 Japanse soldaten de stad binnen. De 12.000 Chinese soldaten boden nauwelijks weerstand en een dag later was de stad geheel in Japanse handen. Vier dagen lang vermoordden de Japanse troepen Chinese krijgsgevangen en burgers, waaronder vrouwen en kinderen. Verklaringen voor de misdragingen waren divers, waaronder het voorwendsel dat Chinese soldaten zich hadden verkleed als burgers maar ook dat de Chinese militairen lijken van gevallen Japanners hadden verminkt. Getuigen schreven dat de straten vol lagen met doden en gewonden. Het aantal slachtoffers is nooit precies vastgesteld, maar schattingen tot 60.000 mensen zijn te vinden. Op 17 april 1895 tekenden beide landen het vredesverdrag van Shimonoseki. Volgens de afspraken bleef de stad bij Japan, maar de Drielandeninterventie zorgde voor een teruggave aan China. 
In 1898 pachtte Rusland de stad en omgeving voor een periode van 25 jaar. In de Russisch-Japanse Oorlog was de stad weer een strijdtoneel en is bekend geworden vanwege het Beleg van Port Arthur. De strijd duurde vijf maanden en Japan bezette de haven, de stad en het gebied. Aan het einde van de Tweede Wereldoorlog viel de Sovjet-Unie de stad binnen als onderdeel van Operatie Augustusstorm. In 1950 werd het teruggeven aan de Volksrepubliek China, maar de laatste Sovjet soldaten vertrokken pas in 1955.